# Liturgusini
Liturgusini – plemię modliszek z rodziny Liturgusidae i podrodziny Liturgusinae.

## Morfologia
Modliszki o grzbietobrzusznie spłaszczonym ciele, stosujące kamuflaż deformujący w postaci marmurkowego ubarwienia. Dymorfizm płciowy wyrażony jest w stopniu umiarkowanym i przejawia się m.in. większym i tęższym ciałem samic. Bardzo długie odnóża pary środkowej i tylnej różnią się od tych u siostrzanych Hagiomantini brakiem guzkowania.

## Ekologia i występowanie
Modliszki te zasiedlają przede wszystkim lasy deszczowe, jedynie Liturgusa maya spotykana jest na stanowiskach suchszych, w formacjach o wykształconych porach roku. Żyją na powierzchni pni i konarów drzew. Preferują korę nagą lub skąpo porośniętą epifitami.
Przedstawiciele plemienia zamieszkują krainę neotropikalną od środkowego Meksyku przez Amerykę Centralną i Antyle po południowo-wschodnią Brazylię.

## Taksonomia
Takson ten wprowadzony został w 1915 roku przez Ermanna Giglio-Tosa na łamach „Bullettino della Società Entomologica Italiana” pod nazwą Liturgusae, jako jedna z grup w obrębie podrodziny Sibyllinae. W systemie z 1919 roku Giglio-Tos wyróżnił w obrębie modliszkowatych podrodzinę Liturgusinae z plemionami Liturgusae, Dactylopteriges i Gonatistellae. Anton Handlirsch w systemie z 1930 roku zaliczył owe plemiona do podrodziny Mantinae. W systemach Luciena Choparda z 1949 roku i Maxa Beiera z 1964 roku występowała ponownie podrodzina Liturgusinae w obrębie modliszkowatych. W 1968 roku Beier wyniósł omawiany takson do rangi rodziny Liturgusidae i taką też klasyfikację zastosowali Reinhard Ehrmann i Roger Roy w systemie z 2002 roku. Na początku XX wieku do Liturgusidae zaliczano pojedynczą podrodzinę Liturgusinae, wyróżniając w niej pojedyncze plemię Liturgusini. Sytuacja zmieniła się w 2019 roku, kiedy to Christian J. Schwarz i Roy wyróżnili na podstawie danych morfologicznych w obrębie omawianego taksonu drugie plemię, Hagiomantini.
Do plemienia Liturgusini należy 30 opisanych gatunków, zgrupowanych w czterech rodzajach:
- Corticomantis Svenson, 2014
- Fuga Svenson, 2014
- Liturgusa Saussure, 1869
- Velox Svenson, 2014